# Monchaux-sur-Écaillon
 Monchaux-sur-Écaillon  es una población y comuna francesa, en la región de Norte-Paso de Calais, departamento de Norte, en el distrito de Valenciennes y cantón de Valenciennes-Sud.

## Demografía
| 540 | 501 | 469 | 551 | 649 | 623 |
| Para los censos de 1962 a 1999 la población legal corresponde a la población sin duplicidades (Fuente: INSEE [Consultar]) |     |     |     |     |     |